# Vieillevigne, Loire-Atlantique

Vieillevigne este o comună în departamentul Loire-Atlantique, Franța. În 2009 avea o populație de 3,894 de locuitori.